# آرون بالمارسون
آرون بالمارسون، (بالإنجليزية: Aron Pálmarsson)، مواليد 19 يوليو 1990 في آيسلندا، هو لاعب كرة يد أيسلندي يلعب كوسط مدافع. يلعب حاليا مع نادي برشلونة لكرة اليد ويحمل الرقم 14. مثل منتخب آيسلندا لكرة اليد. شارك في دورة الألعاب الأولمبية الصيفية سنة 2012. حقق المركز الثالث في بطولة أوروبا لكرة اليد للرجال 2010.

## المسيرة الاحترافية
لعب مع فيمليكافيلاغ هافنارفيارذار من سنة 1998 إلى 2009، ثم انضم إلى نادي كيل لكرة اليد من سنة 2009 إلى 2015، ثم لعب مع نادي فيسبرم لكرة اليد في سنة 2015.

## سجل المنافسة
شارك في البطولات التالية:
- بطولة العالم لكرة اليد للرجال 2015
- بطولة أوروبا لكرة اليد للرجال 2012
- بطولة أوروبا لكرة اليد للرجال 2014
- بطولة أوروبا لكرة اليد للرجال 2016
- الألعاب الأولمبية الصيفية 2012

## الإنجازات
- الدوري الألماني لكرة اليد: 2010، 2012، 2014، 2015
- دوري أبطال أوروبا لكرة اليد: 2010، 2012
- الدوري المجري لكرة اليد: 2016
- دوري الجنوب الشرقي لكرة اليد: 2016
- المركز الثالث في بطولة أوروبا لكرة اليد للرجال 2010

## وصلات خارجية
- آرون بالمارسون على موقع الاتحاد الأوروبي لكرة اليد (الإنجليزية)
- آرون بالمارسون على موقع نادي كيل لكرة اليد (الألمانية)
- آرون بالمارسون على موقع أوليمبيديا (الإنجليزية)